# Amaral (ur. 1983)
Carlos Rafael do Amaral (ur. 28 listopada 1983) – brazylijski piłkarz występujący na pozycji pomocnika.

## Kariera klubowa
Od 2003 do 2015 roku występował w klubach Paulista, Ituano, CR Vasco da Gama, Grêmio, Cerezo Osaka, América, Cruzeiro EC, Botafogo, Criciúma, Ceará i Passo Fundo.